# Buzhou
Buzhou – w mitologii chińskiej olbrzymia góra położona w północno-zachodniej części świata, stanowiąca jedną z podpór niebios. Zgodnie z treścią mitów u początku czasu Gonggong, rozwścieczony po przegranej z Zhuanxu walce o władzę uderzył głową w górę Buzhou i złamał ją. Na skutek tego wydarzenia niebiosa przechyliły się w kierunku północno-zachodnim, zaś ziemia na południowy wschód. Zagrażający światu kosmiczny kataklizm powstrzymała Nüwa, wzmacniając górę przy pomocy stopionych kamieni oraz nogi żółwia Ao. Naprawiona góra jest jednak mniejsza niż pozostałe filary nieba, co sprawia, że ziemia odchylona jest nieco w kierunku południowo-wschodnim; Chińczycy wierzyli, iż tego powodu wszystkie rzeki w Państwie Środka płyną w tym właśnie kierunku, jak również tłumaczyli w ten sposób fakt, iż Gwiazda Polarna nie leży w zenicie ich nieba. Nazwa Buzhou Shan, oznaczające dosłownie Góra Niepełna, odnosi się właśnie do faktu, iż od czasu kataklizmu jest ona niższa od pozostałych filarów świata.